# Nasrin Amirsedghi
Nasrin Amirsedghi (anhörenⓘ; * 1957 im Iran) ist eine in Mainz lebende deutsche Publizistin, Philologin, Orientalistin, Literatur- und Filmwissenschaftlerin iranischer Herkunft.

## Leben und Arbeit
Amirsedghi floh aus politischen Gründen aus dem Iran. Nach dem Studium der Romanistik, Literatur und Philosophie und Film im Iran und Italien studierte sie Islamwissenschaften und Pädagogik in Mainz. 1996 gründete sie den Verein für Kultur und Migration e.V. „Deutschland von Innen und Außen“ (DIA). Im Rahmen des Kultursommers Rheinland-Pfalz 2003 gestaltete sie die Kunstaktion „Türme Babylons“ des Mainzer Landesmuseums.
Amirsedghi beschäftigt sich mit dem Thema des interkulturellen Austauschs, dieser solle sich aber „nicht erschöpfen in [...] folkloristischen Aktivitäten“ oder in „gutgemeinten [...] Solidaritätsaktionen“. Sie sieht in diesem Austausch eine Chance zum gegenseitigen Verständnis und Respekt. Das bedeute aber auch „Mut zur konstruktiven Kritik“, so zum Beispiel an der „fehlgeleiteten“ europäischen Kulturpolitik, die die „uneingeschränkte persönliche Freiheit, Meinungsfreiheit, Freiheit der Presse und Künste“ nicht im erforderlichen Maße verteidige.
Im Dezember 2006 erhielt sie den Verdienstorden des Landes Rheinland-Pfalz für ihre ehrenamtliche Arbeit mit Migranten. Im gleichen Jahr gründete sie den DIA-Verlag in Mainz.